# Doo Hoi Kem
Doo Hoi Kem (chinês: 杜凱琹; 27 de novembro de 1996) é uma mesa-tenista hongconquesa, medalhista olímpica.

## Carreira
Hoi Kem conquistou a medalha de bronze nos Jogos Olímpicos de Verão de 2020 em Tóquio na disputa por equipes, ao lado de Lee Ho Ching e Minnie Soo Wai Yam, após derrotarem as alemãs Han Ying, Shan Xiaona e Petrissa Solja por 3–1. Doo também ganhou um dos prêmios Hong Kong Junior Sports Stars em 2014.